# 2018年アフガニスタン下院議員選挙
2018年アフガニスタン下院議員選挙（2018ねんアフガニスタンかいんぎいんせんきょ、パシュトー語: د افغانستان د ولسي جرګې د ۲۰۱۸ کال ټاکنې）は、2018年10月20日に行われたアフガニスタン・イスラーム共和国で行われた国民議会（ウォレシ・ジルガ）議員の選挙である。
もともと選挙は2016年10月15日に予定されていたが、2018年7月7日に延期され、10月20日に再延期された。現行の選挙制度は単記非移譲式投票で行われているが、選挙戦では選挙法の改正に焦点があてられた。カンダハール州の投票は10月27日に行われ、新議会は2019年4月26日に発足した。

## 背景

### 選挙制度への不信
2014年の大統領選挙で争ったガニー大統領とアブドラ・アブドラ行政長官は次の選挙までに選挙制度を見直すという約束で権力を共有し、国家統一政府（NUG）を樹立した。しかし選挙制度の見直しは方法や人選の対立で遅々として進まなかった。ガニー大統領はシュクリア・バラクザイ（Shukria Barakzai）を推薦したが、アブドラ行政長官は大統領に近すぎるとして拒否した。またアブドラ行政長官は2014年の大統領選挙と同じ官僚が下院議員選挙を行うことにも強く反対した。2014年の選挙では、ガニー大統領を利するような不正があったと噂されたが、不正は立証されず見過ごされた。アブドラは大幅な選挙制度改革を強く求めたが、ガニーは限定的な改革を主張した。

### 投票者登録の問題
改革が必要な重要課題の１つは投票者の登録制度である。現状の制度では投票地域が限定されていないので、2001年に発行した投票者カードは全国のどの投票所でも使用できてしまう。また2001年以来の3回の選挙で2000万枚のカードが発行されたが、アフガニスタンの有権者は1200万人しかおらず、余分なカードは不正の温床になっていた。しかし電子的な身分確認システムの導入は困難で、10年以上の検証が必要とされている。国連の機関は多大な資金援助を行ったが改革は遅々として進まず、2015年6月に援助を打ち切った。議会の任期が6月22日に迫ったが、ガニー大統領は任期の延長法を発布しなかった。7月16日、9か月遅れで、ガニー大統領は選挙改革委員会を設立し、8月から検証作業が始まった。

### 委員会の答申
2015年8月30日、委員会は2つの案を答申した。1つは議席数を250から83に削減して、独立候補が乱立する現状を脱して全国規模の政党政治への移行を促す案。もう１つは選挙制度を改革して、身分確認の明確化や選挙区の細分化により不正を防止する案だった。アブドラは後者の案に好意的だと言う。またガニー大統領派のカウン・カカル委員（Kawun Kakar）とシャー・マスード・ミアヘル委員（Shah Mahmood Miakhel）は全国規模の政党政治を優遇するより、地元の議員と選挙民が親密である方が良いという理由で前者の案に反対した。一方、委員長のシャー・スルタン・アケフィ（Shah Sultan Akefi）は政党政治への移行を主張した。

### 治安の悪化
2014年のISAFの撤退を機にターリバーンは全国的に攻勢を強めた。一方、アフガニスタンの国家統一政府は大統領選挙から1年が経過した2015年になっても権力争いを続けており、国防大臣の選任が遅れてアフガニスタン第六の都市クンドゥーズが一時的に陥落するなど混乱を極めた。同年、イスラム国(ISIS)がアフガニスタンに対して領土的な野心を向け、アフガニスタン政府やターリバーンと三つ巴の戦いを始めた。2017年、アフガニスタン政府の支配地域は407郡中231郡（57％）にすぎないことが判明した。政府とターリバーンは122郡（30％）の支配を争っており、ターリバーンが54郡（13％）を支配していることが分かった。ターリバーンの支配地域は2015年11月から2017年8月の間に倍増しており、紛争地域も1.4倍増加した。ウルズガーン州（7郡中5郡）やクンドゥーズ州（7郡中5郡）、ヘルマンド州（14郡中9郡）はほぼターリバーンに支配されていた。2018年になってもターリバーンの猛攻は続き、ガズニー州の州都が陥落寸前になった。

## 選挙準備
結局、選挙が実施されたのは3年後の2018年である。選挙資格のある約1200万人のうち、約900万人が選挙登録を行った（うち女性は300万人） 。2万1000か所以上の投票所が設けられ、警備の治安軍は5万4000人以上に及んだ。
1月、独立選挙委員会（IEC）の新委員長にアブドゥル・バーディー・サイイド（Gula Jan Abdul Bade Sayad）が選ばれた。2月、ガニー大統領がターリバーンに選挙への参加を呼びかけた。3月、7355か所中1120か所の投票所の危険度は非常に高く、948か所はアフガニスタン政府の支配地域外にあると内務大臣が発表した。4月14日、アフガニスタン政府は選挙日を10月20日に確定し、有権者登録を開始した。有権者登録は3つの期間に分かれており、最初は州都の住民、次は郡の住民、最後に遠隔地の住民を対象に行われた。同月、ターリバーンは政治的な決定は数千にも及ぶ占領軍が行っており、最終的な決定はアフガニスタンの有権者ではなくアメリカ合衆国の国務長官が行っているとして、無意味な選挙には参加しない旨を発表した。5月、場所を変えれば何度でも有権者登録を行えることや有権者登録済み証明書が市中に出回っていることが発覚した。アフガニスタンの大統領府は登録済みの有権者のIDに印をつけるなどの弥縫策で対応しようとしたが、選挙不正につながるとして独立選挙委員会の職員から拒絶された。6月末、独立選挙委員会は最初の候補者リストを発表した。この時点の判明した候補者は2691人（うち女性は404人）であり、有権者登録は730万人だった。8月11日、独立選挙委員会は違法な武装集団の関係者など35人を最終候補者リストから除外した。除外された6人の候補者を支援する数十人のデモ隊はカブールの独立選挙委員会の事務所の周りにテントを張って、職員が中に入れないようにした。またバルフ州の現下院議員で失脚した元知事の腹心の１人だったアサデュッラー・シャリフィ候補（Assadullah Sharifi）のデモ隊は高速道路を封鎖した。9月、政府はガズニー州で選挙を行うかどうか決断できないでいた。州内の14郡の治安は非常に危険で、州都の15か所の有権者登録センターも閉鎖されていた。また州内を3つの選挙区に分けることに対する反対活動もあった。同月、生体認証端末が急きょ使用されることになった。この端末はドイツのダーマログ社製（Dermalog）の携帯端末であり、投票所の係員が端末に投票者の指紋や顔写真、IDなどを登録するので、投票者が複数回投票しようとしても投票所の係員は断ることが出来る。また投票用紙の裏にも重複投票か否かの伝票が貼られるので、仮に投票が行われたとしても独立選挙委員会は得票として数えない。端末は軍のヘリコプターで投票所に直接運ばれるので改造不能で、盗難された場合は即使用不能にすることが出来る。しかし重複投票を得票として数えるかどうかは地元の独立選挙委員会次第であり、ブルカで顔を覆った女性投票者に配慮して顔写真の登録を任意にしたので、不正投票の恐れは残っていると言われた。端末は10月10日までにカブールに届く予定である。投票所が男性用と女性用が分かれているので、独立選挙委員会は女性係員に対しても3日間の急ごしらえの研修を行って、なんとか対応できるようにした。9月28日、選挙戦が開始され、2500人以上の候補者が道路や壁、鉄塔に候補者の写真を貼りだした。候補者の中にはストリートチルドレンを使って宣伝させたり、民家や店舗の扉に無断で広告を張り付ける者も居り市民のひんしゅくを買った。独立選挙委員会は60人の候補者に3～10万アフガニの罰金を科した。選挙直前の10月18日、カンダハール州の州警察の長官であり、地域の実力者（warlord）として名高いアブドゥル・ラジク・アチャクザイ（Abdul Raziq Achakzai）が暗殺され、カンダハール州の選挙が延期になった。また生体認証端末の一部は出荷が遅れ、選挙当日に間に合うかどうか分からなかった。

## 選挙実施
選挙はガズニー州を除く33州とコチ族、シク教徒の選挙区の合計35選挙区で行われた。10月20日、ターリバーンの攻撃により市中が騒然とする中で投票が始まった。有権者は危険を顧みず投票に向かった。独立選挙委員会のサイイド委員長は現地時間の午後2時までに27州で200万人以上のアフガニスタン人が投票を行った、カブールでは63万8000票が投じられたと述べた。しかし学校が休みにならなかったので、投票所を監督するために雇われた教師が朝から投票所に出勤することが出来ず開所時間が遅れたり、生体認証端末が上手く動かなかったり、開所できなかった投票所も数百か所あった。そのため投票は翌日の10月21日まで延長され、投票終了後にサイイド委員長は2日間で約400万人が投票したと発表した。一週間後の10月27日、カンダハール州で選挙が実施された。

## 投票数
独立選挙委員会によると約420万人が投票を行った。サイイド委員長は（カンダハール州を除く）投票者は有権者登録者の45％にも達し「目覚ましい」もので、女性投票者も33％に達し「歴史的」と自画自賛した。

## 民間人の被害
国連アフガニスタン支援ミッション（UNAMA)によると、有権者登録を開始した4月14日から選挙日前日の10月19日までに152件の事件が起き、民間人の死傷者は死亡156人・負傷340人の合計496人に達し、誘拐された民間人は245人に及んだ。また候補者に対する攻撃では死亡38人（うち候補者は8人）・負傷49人の合計87人が死傷した。4月22日のカブールや5月10日のホースト州の自爆テロでは250人以上が死傷した。
選挙日の20日と21日の民間人の死傷者は死亡56人・負傷379人の合計435人に及び、前回までの選挙より大きな被害が出た。ターリバーンはロケット砲やグレネード、迫撃砲や即席爆発装置（IED）などを使って投票所に使われている学校やモスク、投票所周辺の市街地などを無差別に攻撃し、100人以上の子供と50人以上の女性を死傷した。特に選挙初日の被害が大きく、イスラム国（ISIS）が行ったカブールの投票所に対する自爆テロでは13人が殺害され、40人が負傷した。

## 警備体制
選挙の安全対策は内務省が主導し、国防省や国家保安局、独立選挙委員会や独立地方行政局（IDLG）と合同で計画を立案した。また選挙当日の警備はアフガニスタン国家治安軍が行った。

## 開票
11月6日、各州で行った開票の結果表と生体認証端末が首都カブールに到着した。しかしヘリコプターの墜落事故などにより、運搬途中で失われた投票もあった。同日、独立選挙委員会はデータを生体認証端末からサーバーに移転する作業を開始した。また独立選挙委員会は12月1日にカブール州の結果発表を行い、それ以外の32州は11月23日に行う予定であると発表した。11月21日、独立選挙委員会の事務局長がカブールの選挙に関する不正や汚職を内部告発し辞職した。11月23日、独立選挙委員会は5つの州の結果を発表し、12月1日にも5つの州の結果を発表した。12月6日、独立選挙苦情委員会（IECC）が不正投票などによりカブール州の投票無効を発表し、独立選挙委員会（IEC）は強く反発した。1月、独立選挙委員会（IEC）はカブールの投票結果を発表し、圧力に負けないと主張した。しかし2019年2月、アフガニスタン政府は独立選挙委員会（IEC）を全員解任した。その後開票は遅々として進まず、独立選挙委員会の買収疑惑が噂されたロガール州の他にナンガハール州やヘルマンド州、カンダハール州の開票も4月にずれ込み、クンドゥーズ州など4つの州の選挙結果が発表されたのは議会発足の日だったと言う。またカブール州の一部の開票は議会発足に間に合わなかった。不正投票が問題となったカブール州では66万6478票の投票があったが、4割を超える票が無効になった。2019年5月、カブールの投票結果がようやく確定した。

## 有効投票数
有権者登録数880万人、候補者数2544人（うち女性は411人）、投票センター4698か所、投票所1万8283か所、有効投票数は329万6643票だった。

## 新議会の発足
2019年4月26日、アフガニスタンの歴史上17回目のアフガニスタン国民議会が発足した。なおガズニー州の選挙は結局行うことが出来ず、2020年に行う予定である。

## 年表
- 2017年6月 - 独立選挙委員会（IEC）が翌年6月22日に下院議員選挙の実施を発表[25]。
- 2018年1月 - IECの新委員長にアブドゥル・バーディー・サイイドを選出[25]。
- 2018年2月 - ガニー大統領がターリバーンに選挙参加を呼びかけ[21]
- 2018年4月 - 治安悪化により選挙日を10月20日に延期。有権者登録を開始（6月12日まで）[25]。
- 同月 - ターリバーンが選挙のボイコットを通告[25]。
- 2018年5月 - 立候補者登録を開始（6月12日まで）[25]。有権者登録の不備が発覚[25]。
- 2018年8月 - 候補者名簿の最終発表[25]。
- 2018年9月 - 選挙活動期間（9月28日～10月17日）[25]。
- 2018年10月 - 投票（20日と21日、カンダハール州は27日）
- 2018年12月 - カブール州の選挙不正が発覚し[52]、最終結果の発表を延期。
- 2019年2月 - ガニー大統領がIEC委員を解任[55]。
- 2019年4月 - 新議会発足[62]。
- 2019年5月 - カブールの選挙結果が確定[64]。